# Volby v Ústeckém kraji
Ústecký kraj byl k roku 2018 s necelým 821 tisíci obyvatel jedním z nejlidnatějších v celé České republice, když mu patřilo páté místo a s hustotou obyvatelstva 154/obyvatel/km2 byl čtvrtou nejzalidněnější oblastí Česka. Zároveň však míra nezaměstnanosti dosáhla výše 5,39 % (2018).
Ústavní zákon č. 347/1997 Sb., o vytvoření vyšších územních samosprávných celků, ve znění pozdějších předpisů, s účinností od 1. 1. 2000 v čl. 1 odst. 6 vymezil „Ústecký kraj se sídlem v Ústí nad Labem, vymezený územím okresů Děčín, Chomutov, Litoměřice, Louny, Most, Teplice a Ústí nad Labem.“ Jako samostatný územní celek Ústecký kraj samozřejmě existoval i v komunistickém Československu, a to pod názvem Severočeský kraj. Zřízen byl už v roce 1960 na základě zákona č. 36/1960 Sb., o územním členění státu, ve znění pozdějších předpisů, se sídlem v Ústí nad Labem a celkem deseti okresy.
Správu kraje řídí zastupitelstvo kraje v čele s hejtmanem, samospráva obcí je svěřena celkem zastupitelstvům 354 obcí. Volby zde probíhají jako v celé republice i do Parlamentu, tedy Poslanecké sněmovny a Senátu (do kterého je v Ústeckém kraji voleno celkem 7 senátorů dle 7 volebních obvodů).
Mezi jednotlivými částmi kraje jsou velké rozdíly, mezi zemědělskými oblastmi (Louny, Litoměřice) zde nalezneme i oblasti výrazně průmyslově vyspělé (Ústí nad Labem, Most), což se nutně odráží i do politického systému celého kraje. Jako vyšší územně samosprávný celek je Ústecký kraj součástí České republiky a je tak spravován samosprávou, jak v rámci obcí, tak na úrovni celého kraje.
Velice výrazná je v Ústeckém kraji role Komunistické strany Čech a Moravy, která zde oproti zbytku republiky ve volbách do zastupitelstev obcí i kraje a konečně i ve volbách parlamentních a senátních pravidelně získává vysoké procento hlasů. Volební účast se v Ústeckém kraji činí konstantně spíše republikový podprůměr a dlouhodobě tak s Karlovarským krajem patří k nejnižším v České republice.

## Volby a politické strany Ústeckého kraje
Ústecký kraj dlouhodobě ovlivňuje percepce místního těžkého průmyslu zatěžujícího životní prostředí. V regionu se taktéž vyskytují sociální problémy, zejména situace romské komunity a její fungovaní s majoritní komunitou. Dlouhodobě neuspokojivé výsledky se týkají taktéž oblastí školství, politické kultury a veřejné správy. Kraj je charakterizovaný vysokou nezaměstnaností a úpadkem tradičních místních odvětví. Strany působící v kraji se snaží přizpůsobit svůj volební program tímto problémům. Právo a Spravedlnost, Křesťanská a Demokratická Unie-Československá, Komunistická strana Čech a Moravy, TOP 9, Občanská Demokratická strana, Česká strana Sociálně Demokratická a ANO 2011 jsou hlavními aktívními stranami a hnutími v regionu. V posledních volbách do Parlamentní sněmovny v roku 2017 kandidovalo 24 stran. Lídry parlamentních stran pro Ústecký kraj byl ministr životního prostředí Richard Brabec (ANO 2011), poslanec Jaroslav Foldyna (ČSSD), poslankyně Hana Aulická Jírovcová (KSČM), historik Michal Pehr (KDU-ČSL), místostarosta Litoměřic Karel Krejza (ODS) a poslanec Michal Kučera (TOP 09).

### Komunistická strana Čech a Moravy (KSČM)
Komunisté představují nejsilnější levicovou stranu v regionu, mají tady dlouhodobě silnou podporu. Navzdory vítězství ANO 2011 v krajských volbách v roce 2016, kdy získali 20 mandátů, hejtmanem zůstává Oldřich Bubeníček z KSČM i z důvodu podepsání koaliční smlouvy se stranami ČSSD a SPD-SPO (Hnutí Svoboda a přímá demokracie Tomio Okamura a Strany práv Občanů). Priority a program strany pro Ústecký kraj zahrnuje podporu podnikaní, nových pracovních míst, cestovního ruchu a turismu. KSČM chce zvyšovat kvalitu zdravotních a sociálních služeb a podporovat těžbu lithia. KSČM má v kraji přibližně pět tisíc členů. Krajský výbor vznikl jako koordinační orgán, kde mají všechny okresy rovnoměrné zastoupení a současný počet je 14 členů. Výbory sídlí v Ústí nad Labem, Mostě, Chomutově, Teplicích, Litoměřicích, Lounech a Děčíně. Strana každoročně uspořádává Pietní shromáždění na Národním hřbitově v Terezíně, oslavy ku Mezinárodnímu dni dětí, Mezinárodnímu dni žen a prvomájové oslavy.

### ANO 2011
Hnutí ANO 2011 získalo v Krajských volbách v 2016 23,24 % hlasů, čím se stalo vítězem voleb. Ve volbách do Poslanecké sněmovny v roce 2017 taktéž získalo majoritu hlasů. Hnutí podporuje volnočasové aktivity, sportovní a klubovou činnost dětí a mládeže a také projekty s jasným přínosem pro rozvoj kraje. Ze sociální oblasti současně pracuje na sociálním bydlení. Mezi jejich priority patří i zlepšení péče o seniory, podpora rodin a efektivnější čerpání eurofondů. Poslanci za Ústecký kraj jsou Richard Brabec, Jan Richter, Eva Fialová, Jan Schiller, Jaroslav Bžoch, Pavel Růžička a Tomáš Kohoutek (2018).

### Česká strana sociálně demokratická (ČSSD)
ČSSD představuje jako druhá nejsilnější levicová strana konkurenta pro KSČM. Program pro Ústecký kraj zahrnuje oblasti růstu mezd, bezpečnosti, lepší životní podmínky pro seniory, zdravotnictví a péči o rodiny s dětmi. Strana chce zavést i dopravu pro seniory a děti do 10 let. ČSSD podporuje i stavění cyklotras či založení agentury pro poradenství ohledně úspor energií a možnosti využití obnovitelných zdrojů. Předsedou strany pro Ústecko je Miroslav Andrt. Martin Klika a Jaroslav Foldyna z ČSSD jsou v současnosti náměstky hejtmana.

## Volby do Parlamentu ČR – Poslanecké sněmovny v Ústeckém kraji

### Rok 2013

#### Kandidující subjekty
Do těchto voleb kandidovalo v Ústeckém kraji 18 stran a hnut.
| Vylosované volební číslo | Název                                                        | Krajský lídr           | Počet kandidátů |
| ------------------------ | ------------------------------------------------------------ | ---------------------- | --------------- |
| 1                        | Česká strana sociálně demokratická                           | Jaroslav Foldyna       | 26              |
| 2                        | Strana svobodných občanů                                     | Richard Hartman        | 26              |
| 3                        | Česká pirátská strana                                        | Michal Havránek        | 17              |
| 4                        | TOP 09                                                       | Michal Kučera          | 26              |
| 5                        | Hlavu vzhůru volební blok                                    | Robert Kysela          | 26              |
| 6                        | Občanská demokratická strana                                 | Radim Holeček          | 26              |
| 9                        | Politické hnutí Změna                                        | Šárka Zimová Dostálová | 21              |
| 10                       | Strana soukromníků České republiky                           | Petr Homola            | 25              |
| 11                       | Křesťanská a demokratcká unie - Československá strana lidová | Leo Steiner            | 26              |
| 13                       | Suverenita - Strana zdravého rozumu                          | Petr Fišer             | 26              |
| 15                       | Strana práv občanů - Zemanovci                               | Miroslav Toman         | 26              |
| 17                       | Úsvit přímé dmeokracie Tomia Okamury                         | David Kádner           | 26              |
| 18                       | Dělnická strana sociální spravedlnosti                       | Tomáš Vandas           | 26              |
| 20                       | ANO 2011                                                     | Richard Brabec         | 26              |
| 21                       | Komunistická strana Čech a Moravy                            | Gabriela Hubáčková     | 26              |
| 22                       | LEV 21 - Národní socialisté                                  | Petr Benda             | 26              |
| 23                       | Strana Zelených                                              | Jiří Škoda             | 26              |
| 24                       | Koruna česká (monarchistická strana Čech, Moravy a Slezska)  | Jarmila Štogrová       | 22              |

#### Předvolební průzkumy
Podle předvolebního průzkumu vyhotoveného společností SANEP pro Ústecký deník, který byl vytvořen ve dnech 5. až 9. října 2013, bylo v Ústeckém kraji rozhodnuto zúčastnit se voleb 53,4 % oprávněných voličů. Podle tohoto průzkumu by se nad 2 % procenta hlasů dostalo 13 volebních subjektů. Počet účastníků průzkumu dosáhl 1258.
Výsledky volebního průzkumu společnosti SANEP:
| Název                     | Procento rozhodnutých voličů | Volební potenciál v % |
| ------------------------- | ---------------------------- | --------------------- |
| ČSSD                      | 23,8                         | 26                    |
| KSČM                      | 21,2                         | 25,5                  |
| ANO 2011                  | 10,3                         | 14,5                  |
| ODS                       | 8,4                          | 11                    |
| TOP 09                    | 6,3                          | 9,5                   |
| SPOZ                      | 5,2                          | 8                     |
| KDU - ČSL                 | 4,3                          | 6                     |
| Hlavu vzhůru              | 3,8                          | 6                     |
| DSSS                      | 4,2                          | 5                     |
| Úsvit                     | 3,9                          | 5,5                   |
| Strana zelených           | 3,6                          | 4,5                   |
| Strana svobodných onbčanů | 2                            | 3,5                   |
| Piráti                    | 2                            | 2,5                   |

Dalších 5 subjektů by skončilo pod 2 % rozhodnutých voličů. Volební průzkum v Ústeckém kraji vyhotovila též společnost STEM/ MARK pro Českou televizi a to ve dnech 1. až 7. října. Podle tohoto průzkumu by hranici 5 % v Ústeckém kraji překonaly tyto subjekty: ČSSD (32 %), KSČM (22,5 %), ANO 2011 (21,5 %), TOP 09 (13 %), Úsvit (12 %), ODS (10,5 %), SPOZ (7 %), a Strana Zelených (5,5 %).

#### Volební výsledky
V Ústeckém kraji byla zaznamenána volební účast 51,69 %, přičemž nejvyšší volební účast byla v okrese Litoměřice (56,64 %) a nejnižší v okrese Chomutov (49,04 %).
Volební účast v jednotlivých okresech.
| Okres          | Volební účast |
| -------------- | ------------- |
| Chomutov       | 49,04         |
| Děčín          | 52,02         |
| Litoměřice     | 56,64         |
| Louny          | 54,15         |
| Most           | 49,38         |
| Teplice        | 49,06         |
| Ústí nad Labem | 52,38         |

V kraji zvítězilo hnutí ANO 2011 s 21,29 % hlasů a obsadilo tím 4 poslanecké mandáty. Hnutí zvítězilo ve 3 ze 7 okresů (Ústí nad Labem, Děčín a Most). Zvolenými poslanci za hnutí ANO 2011 v Ústeckém kraji se stali Mgr. Richard Brabec, Ing. Vlastimil Vozka, Ing. Bronislav Schwarz a Stanislav Pflégr. Na druhém místě se umístila ČSSD s 20,77 % hlasů, vítězstvím ve dvou okresech (Teplice a Chomutov) a ziskem 4 mandátů (Mgr. Marie Benešová, Jaroslav Foldyna, MUDr. Jaroslav Krákora a Bc. Zuzana Kailová). Na třetím místě skončila KSČM (20,33 % hlasů) s vítězstvím ve 2 okresech (Louny a Litoměřice) a ziskem 3 mandátů (Gabriela Hubáčková, Ing. Josef Šenfeld, Ing. Hana Aulická Jírovcová). Po jednom mandátu poté získala TOP 09 s 8,50 % (Ing. Michal Kučera), Úsvit s 7,64 % (David Kádner) a ODS s 6,24 % (Mgr. Bc. Radim Holeček).
Výsledky volebních subjektů, které získaly mandát:
| Název                                | Počet procent | Počet hlasů | Počet mandátů |
| ------------------------------------ | ------------- | ----------- | ------------- |
| ANO 2011                             | 21,29         | 71986       | 4             |
| Česká strana sociálně demokratická   | 20,77         | 70233       | 4             |
| Komunistická strana Čech a Moravy    | 20,33         | 68758       | 3             |
| TOP 09                               | 8,50          | 28746       | 1             |
| Úsvit přímé demokracie Tomia Okamury | 7,64          | 25845       | 1             |
| Občanská demokratická strana         | 6,24          | 21130       | 1             |

### Rok 2017

#### Kandidující subjekty
V roce 2017 kandidovalo ve volbách do Poslanecké sněmovny v Ústeckém kraji 24 stran a hnutí, což je stejný počet, jako ve volbách z roku 2013.
Subjekty kandidující ve volbách:
| Vylosované volební číslo | Název                                                                         | Krajský lídr           | Počet kandidátů |
| ------------------------ | ----------------------------------------------------------------------------- | ---------------------- | --------------- |
| 1                        | Občanská demokratická strana                                                  | Karel Krejza           | 26              |
| 2                        | Řád národa Vlastenecké unie                                                   | Martin Musil           | 26              |
| 3                        | Cesta odpovědné společnosti                                                   | Jan Dubanič            | 5               |
| 4                        | Česká strana sociálně demokratická                                            | Jaroslav Foldyna       | 26              |
| 7                        | Starostové a nezávislí                                                        | Milan Šťovíček         | 24              |
| 8                        | Komunistická strana Čech a Moravy                                             | Hana Aulická Jírovcová | 26              |
| 9                        | Strana zelených                                                               | Petr Globočník         | 26              |
| 10                       | Rozumní - stop migraci a diktátu EU                                           | Adam Benjamin Bartoš   | 26              |
| 12                       | Strana svobodných občanů                                                      | Vladimír Gregor        | 24              |
| 13                       | Blok proti islamizaci - Obrana domova                                         | Iva Procházková        | 21              |
| 14                       | Občanská demokratická aliance                                                 | Klára Pohanková        | 26              |
| 15                       | Česká pirátská strana                                                         | Mikuláš Peksa          | 26              |
| 19                       | Referendum o Evropské unii                                                    | Richard Hartmann       | 26              |
| 20                       | TOP 09                                                                        | Michal Kučera          | 26              |
| 21                       | ANO 2011                                                                      | Richard Brabec         | 26              |
| 22                       | Dobrá volba 2016                                                              | Lucie Novotná          | 26              |
| 23                       | Sdružení por republiku - Republikánská strana Československa Miroslava Sládka | Miroslav Sládek        | 17              |
| 24                       | Křesťanská a demokratická unie - Československá strana lidová                 | Michal Pehr            | 26              |
| 25                       | Česká strana národně sociálne                                                 | Pavel Podmanický       | 7               |
| 26                       | Realisté                                                                      | Jiří Hynek             | 26              |
| 27                       | Sportovci                                                                     | Petr Dragojevič        | 26              |
| 28                       | Dělnckí strana sociální spravedlnosti                                         | Tomáš Vandas           | 26              |
| 29                       | Svoboda a přímá demokracie Tomio Okamura                                      | Tereza Hyťhová         | 26              |
| 30                       | Strana práv občanů                                                            | Petr Šmíd              | 26              |

#### Předvolební průzkumy
Dle předvolebního průzkumu společnosti SANEP, zveřejněného dne 15. září 2017 na zpravodajském serveru Deník.cz, bylo v Ústeckém kraji 13 stran a hnutí s volebním potenciálem vyšším než 2 procenta, přičemž pouze 7 z nich mělo volební potenciál vyšší než 5 % (ANO 2011, ČSSD, KSČM, SPD, ODS, Realisté a TOP 09). V průzkumu bylo zahrnuto i procento rozhodnutých dotazovaných voličů.
Výsledky volebního průzkumu společnosti SANEP:
| Název     | Procento rozhodnutých voličů | Volební potenciál % |
| --------- | ---------------------------- | ------------------- |
| ANO 2011  | 17,4                         | 29,8                |
| ČSSD      | 10,3                         | 19,8                |
| KSČM      | 12,8                         | 19,4                |
| SPD       | 6,7                          | 14,9                |
| ODS       | 5,7                          | 8,6                 |
| Realisté  | 3,7                          | 6,9                 |
| TOP 09    | 3,1                          | 6,8                 |
| KDU - ČSL | 1,7                          | 4,9                 |
| Piráti    | 1,8                          | 3,9                 |
| SPO       | 0,7                          | 2,9                 |
| Zelení    | 1,1                          | 2,8                 |
| Svobodní  | 1,2                          | 2,8                 |
| STAN      | 0,4                          | 2,1                 |

#### Výsledky voleb
Voleb se v Ústeckém kraji zúčastnilo 52,38 % registrovaných voličů, tedy přibližně o jedno procento více než při předchozích volbách do poslanecké sněmovny. Nejvyšší volební účast byla v okrese Litoměřice (59,14 %) a nejnižší v okrese Most (47,56).
Volební účast v jednotlivých okresech:
| Okres          | Voební účast % |
| -------------- | -------------- |
| Chomutov       | 49,30          |
| Děčín          | 52,77          |
| Litoměřice     | 59,14          |
| Louny          | 54,45          |
| Most           | 47,56          |
| Teplice        | 51             |
| Ústí nad Labem | 52,87          |

V Ústeckém kraji drtivě zvítězilo hnutí ANO 2011, které získalo 7 z 13 možných mandátů a zvítězilo ve všech 7 okresech Ústeckého kraje. Poslanci za ANO 2011 se stali Mgr. Richard Brabec (který zároveň získal nejvíce preferenčních hlasů ze všech kandidátů v Ústeckém kraji), Mgr. Jan Richter, Ing. Pavel Růžička, Ing. Eva Fialová, Mgr. Tomáš Kohoutek MBA, Bc. Jaroslav Bžoch a Ing. Jan Schiller. Se značným odstupem se na druhém místě umístila strana SPD se ziskem dvou mandátů (Tereza Hyťová a Monika Jarošová). Po jednom mandátu pak získali strany KSČM (Ing. Hana Aulická Jírovcová), ODS (Mgr. Karel Krejza), Piráti (Mgr. Mikuláš Peksa) a ČSSD (Jaroslav Foldyna).
Výsledky volebních subjektů, které získaly mandát:
| Název                                            | Počet procent | Počet hlasů | Počet mandátů |
| ------------------------------------------------ | ------------- | ----------- | ------------- |
| ANO 2011                                         | 37,5          | 127573      | 7             |
| Svoboda a přímá demokracie - Tomio Okamura (SPD) | 12,59         | 42777       | 2             |
| Komunistická strana Čech a Moravy                | 9,89          | 33628       | 1             |
| Občanská demokratická strana                     | 9,47          | 32197       | 1             |
| Česká pirátská strana                            | 8,24          | 28004       | 1             |
| Česká strana sociáně demokratická                | 6,61          | 22464       | 1             |

## Volby do Parlamentu ČR – Senátu v Ústeckém kraji

### Rok 2016
Volby do Senátu Parlamentu České republiky se konaly 7. a 8. října, druhé kolo probíhalo 14. a 15. října 2016. Podle přílohy volebního zákona volby probíhaly v obvodech, které mají přidělené pořadové číslo 1+3n, a tedy v Ústeckem kraji v obvodech Most a Ústí nad Labem. Ve druhém kole byla zaznamenána rekordně nízká účast, přičemž nejnižší byla v obvodě Most – 10,73 %. V Ústí nad Labem se ucházelo o post 10 kandidátů.
Kandidáti v obvodu Ústí nad Labem v prvním kole:
| Tomáš Vandas (DSSS)           | 6,94 %  |
| Petr Kůstka (NK)              | 5,39 %  |
| František Holešovský (ANO)    | 15,33 % |
| Jaroslav Doubrava (S.cz)      | 23,94 % |
| Martin Hausenblas (SZ/Piráti) | 12,4 %  |
| Stanislav Körner (KSČM)       | 6,77 %  |
| Jan Tvrdík (ODS)              | 7,80 %  |
| Jiří Madar (UFO)              | 6,93 %  |
| Ilona Tajchnerová (TOP 09)    | 5,92 %  |
| Vitězslav Štefl (ČSSD)        | 8,78 %  |

V prvním kole nezískal ani jeden kandidát dostatečný počet hlasů, do druhého kola tedy postoupil Jaroslav Doubrava za S.cz s 23,94 % hlasy a František Holešovský za ANO s 15,33 % hlasů. Ve druhém kole vyhrál volby Jaroslav Doubrava s 57,89 % hlasů, František Holešovský měl 42,10 % hlasů.
V Mostě byly volby rozhodnutím Nejvyššího správního soudu zneplatněny kvůli neshodám ve straně ohledně kandidatury Aleny Dernerové. Datum prvního kola opakovaných voleb bylo stanoveno prezidentem Milošem Zemanem na 27. a 28. 1. 2017.
V opakovaných volbách kandidovalo celkem 9 subjektů, přičemž Alena Dernerová získala dostatečný počet hlasů (54,90 %) už v prvním kole.
Kandidáti v obvodu Most v opakovaném prvním kole:
| Jiří Maria Sieber (ŘN)  | 2,27 %  |
| Zbyněk Vodák (TOP 09)   | 1,80 %  |
| Jiří Šlégr (ČSSD)       | 15,73 % |
| Roman Ziegler (ANO)     | 6,69 %  |
| Jiří Fiala (Rozumní)    | 1,18 %  |
| Alena Dernerová (SD-SN) | 54,90 % |
| Libuše Hrdinová (ODS)   | 4,10 %  |
| Josef Nétek (KSČM)      | 7,37 %  |
| Jiří Biolek (STAN)      | 5,91 %  |

### Rok 2014
Volby do Senátu Parlamentu České republiky se konaly 10. a 11. října 2014, druhé kolo probíhalo 17. a 18. října 2014. Podle zákona se volby uskutečnily v obvodech s číslem dělitelným 3, v Ústeckem kraji teda Louny a Děčín.
V obvodu Louny se ucházelo 8 kandidátů, ani jeden nezískal v prvním kole dostatečný počet hlasů.
Kandidáti v obvodu Louny v prvním kole:
| Zdeňka Hamousová (nestr.)  | 25,79 % |
| Marcel Chládek (ČSSD)      | 26,88 % |
| Eva Kašová (KSČM)          | 14,76 % |
| Luděk Štíbr (ODS)          | 9,98 %  |
| Ivo Trešl (MPV)            | 9,52 %  |
| Leo Steiner (nestr.)       | 5,50 %  |
| Jiří Loskot (STAN)         | 4,39 %  |
| Vladimír Záhorský (nestr.) | 3,15 %  |

Ve druhém kole se střetli Zdeňka Hamousová a Marcel Chládek, zvítězila Zdeňka Hamousová s 52,31 % hlasů. V Děčíně kandidovalo dohromady 10 subjektů.
Kandidáti v obvodu Děčín v prvním kole:
| Jaroslav Sykáček (ČSSD)    | 16,73 % |
| Josef Holub (ODS)          | 6,64 %  |
| Josef Zoser (HNHRM)        | 10,28 % |
| Václav Šenkýř (KSČM)       | 6,90 %  |
| Jaroslav Kuba (ND)         | 0,97 %  |
| Martin Zíka (Piráti)       | 4,26 %  |
| Zbyněk Linhart (STAN       | 33,34 % |
| Vladimír Gregor (Svobodní) | 3,65 %  |
| Marcela Dvořáčková (ANO)   | 14,95 % |
| Petr Šmíd (SPO)            | 2,23 %  |

Do druhého kola postoupili Jaroslav Sykáček a Zbyněk Linhart, který vyhrál s 71,43%.

### Rok 2012
V roce 2012 se uskutečnily volby do Senátu v obvodech Litoměřice, Chomutov a Teplice. První kolo voleb se konalo 13. a 13. října, druhé kolo pak 19. a 20. října 2012.
V obvodě Chomutov kandidovalo 12 subjektů.
Kandidáti v prvním kole v Chomutově:
| Marie Kindermannová (NO!)       | 5,58 %  |
| Milada Benešová (ANO)           | 6,94 %  |
| Václav Netolický (ČS)           | 3,01 %  |
| Josef Mašek (TOP 09)            | 6,18 %  |
| Bedřich Suldovský (Soukromníci) | 0,52 %  |
| Jiří Cinger (Nár. Soc.)         | 1,91 %  |
| Jan Micka (S.cz)                | 9,12    |
| Rudolf Kozák (ČSSD)             | 16,78 % |
| Václav Homolka (KSČM)           | 24,62 % |
| Přemysl Rabas (Zelení)          | 16,27 % |
| Josef Suchý (VV)                | 1,40 %  |
| Jiří Binter (ODS)               | 7,62 %  |

Do druhého kola postoupili Rudolf Kozák a Václav Homolka, který zvítězil s 59,62% hlasů.
V obvodě Litoměřice se o mandát ucházelo 10 kandidátů.
Kandidáti v prvním kole v Litoměřicích:
| Jiří Šlégr (Nár. Soc.)      | 5,65 %  |
| Ivan Přikryl (S.cz)         | 4,68 %  |
| Richard Hartman (Svobodní)  | 7,55 %  |
| Vladimír Říha (KDU-ČSL)     | 3,62 %  |
| František Malý (ČS)         | 1,71 %  |
| Stanislav Berkovec (Top 09) | 10,63 % |
| Alexandr Vondra (ODS)       | 17,49 % |
| Jitka Sachetová (KSČM)      | 24,53 % |
| Tomáš Jarolím (VV)          | 1,99 %  |
| Hassan Mezian (ČSSD)        | 22,37 % |

Do druhého kola postoupila Jitka Sachetová a Hassan Mezian, který vyhrál s 52,56%.
V obvodě Teplice kandidovalo 8 uchazečů.
Kandidáti v prvním kole v Teplicích:
| Alenka Antošová (KDU-ČSL)    | 2,85 %  |
| Jiří Řehák (ProKraj)         | 11,22 % |
| Petr Pípal (S.cz)            | 15,70 % |
| Jiří Vorálek (ČSSD)          | 8,13 %  |
| Štěpán Knézel (Nár. Soc.)    | 2,27 %  |
| Jaroslav Kubera (ODS)        | 40,49 % |
| Jaromír Tasáry (Soukromníci) | 0,77 %  |
| Jaroslav Dubský (KSČM)       | 18,52 % |

Do druhého kola postoupili Jaroslav Dubský a Jaroslav Kubera, který zvítězil s 66,84 %

## Volby do zastupitelstev obcí a krajů v Ústeckém kraji
Volby do zastupitelstev krajů se konají jednou za čtyři roky. V Ústeckém kraji obyvatelstvo dosahovalo k 1. 1. 2017 počtu 821 377, což dle zákona o krajích znamená, že se do zastupitelstva kraje volí 55 zastupitelů.

### Rok 2016
Poslední volby se konaly 7. – 8. října 2016. Do voleb si podalo kandidátku 23 politických subjektů.

#### Průběh voleb
| Strana, hnutí, koalice                                              | Počet získaných mandátů (2016) | Počet získaných mandátů (2012)  | Počet získaných mandátů (2008)  | Počet získaných mandátů (2004) | Počet získaných mandátů (2000) |
| ------------------------------------------------------------------- | ------------------------------ | ------------------------------- | ------------------------------- | ------------------------------ | ------------------------------ |
| ANO 2011                                                            | 20                             | Hnutí nekandidovalo             | Hnutí neexistovalo              | -                              | -                              |
| Komunistická strana Čech a Moravy (KSČM)                            | 13                             | 20                              | 12                              | 17                             | 18                             |
| Česká strana sociálně demokratická (ČSSD)                           | 10                             | 13                              | 22                              | 10                             | 11                             |
| Občanská demokratická strana (ODS)                                  | 7                              | 7                               | 13                              | 28                             | 17                             |
| Koalice Svoboda a přímá demokracie (SPD) a Strana Práv Občanů (SPO) | 5                              | Hnutí SPD neexistovalo, SPO - 0 | Ani jedno uskupení neexistovalo | -                              | -                              |
| Severočeši.cz                                                       | 0                              | 9                               | 8                               | Hnutí neexistovalo             | -                              |
| Hnutí PRO! kraj                                                     | -                              | 6                               | -                               | -                              | -                              |
| Čtyřkoalice (KDU-ČSL, US - DEU, ODA)                                | -                              | -                               | -                               | -                              | 9                              |

Rozdělení křesel po sečtení všech okrsků bylo následující – na prvním místě se umístilo hnutí ANO 2011 a získalo 20 mandátů (strana neobhajovala žádné mandáty, protože v předchozích volbách nekandidovala), na druhém místě se umístila KSČM s celkovým počtem 13 mandátů (strana oslabila o 7 mandátů, neboť v předchozích volbách získala mandátů 20), na místě třetím se umístila ČSSD s počtem deseti mandátů (strana oslabila o tři mandáty oproti minulým volbám), na místě čtvrtém se umístila ODS se sedmi mandáty (stejný počet jako po minulých volbách) a posledních pět mandátů si rozdělila dvojkoalice Svoboda a přímá demokracie - Tomio Okamura (SPD) a Strana Práv Občanů (SPO) (tato koalice v minulých volbách nekandidovala).
Po volbách začalo povolební vyjednávání ohledně budoucího složení zastupitelstva. Vítězné hnutí ANO preferovalo dvojkoalici s KSČM, se kterou povolební vyjednávání začalo. V případě vzniku této dvojkoalice by ANO/KSČM mělo zastoupení 33 mandátů, které by koalici zajistilo nadpoloviční většinu v zastupitelstvu. Hnutí ANO konstatovalo, že v případě vzniku koalice s KSČM nebude trvat na obsazení postu hejtmana, ale prioritou strany je obsazení většiny křesel z jedenáctičlenné rady.
Do povolebního vyjednávání se zapojila i ČSSD, která si k jednání pozvala KSČM (se kterou tvořila koalici po volbách v roce 2012). V případě, že by ČSSD chtěla vytvořit koalici bez hnutí ANO a zároveň si zajistit nadpoloviční většinu, tak by koalice pouze s KSČM nestačila. ODS konstatovala, že koalice, kde by figurovala KSČM, pro ni není přijatelná, a tak si následně ČSSD k jednání pozvala i poslední úspěšné uskupení – SPD/SPO.
Výsledkem vyjednávání byl vznikl trojkoalice KSČM – ČSSD – SPO/SPD, která mezi sebou následovně v listopadu 2016 podepsala koaliční smlouvu. Dohromady má koalice 28 mandátů a má tak těsnou nadpoloviční většinu. Koalice si poté rozdělila posty v krajském zastupitelstvu. V opozici zůstalo hnutí ANO a ODS.

#### Složení zastupitelstva po volbách v roce 2016

##### Hejtman a náměstci
Kraj reprezentuje a navenek zastupuje hejtman. Hejtmanem Ústeckého kraje zůstal (již od voleb v roce 2012) Oldřich Bubeníček, krajský předseda KSČM. Prvním náměstkem a zástupcem hejtmana Ústeckého kraje je Martin Klika (ČSSD), dále byli zvoleni další čtyři náměstci — jeden za ČSSD, dva za KSČM a jeden za SPD/SPO.

##### Rada
Rada Ústeckého kraje je výkonným orgánem kraje. Rada se skládá z 11 členů, kteří jsou voleni ze zastupitelů. Počet členů rady se stejně jako počet zastupitelů zakládá na znění zákona o krajích.
Do rady kraje patří hejtman Oldřich Bubeníček (KSČM), jehož kompetence jsou legislativa, krizové řízení, informační technologie, vnější a zahraniční vztahy.
Do rady  patří  i všichni  náměstci  hejtmana –  jmenovitě  jsou to  tedy:
Martin Klika (ČSSD), do jehož kompetence spadá oblast financí, sociálních věci, bezpečnosti a sociálně vyloučených lokalit.
Jaroslav Foldyna (ČSSD), do jehož kompetencí spadá komunikace s vládou ČR a státními orgány a je předsedou dopravní komise
Stanislav Rybák (KSČM) – jeho kompetence jsou v oboru zdravotnictví, strategie, příprava a realizace projektů.
Jaroslav Komínek (KSČM), mezi jehož kompetence patří oblast dopravy a silničního hospodářství. Petr Šmíd (SPO/SPD), kompetence – školství, mládež a sport
Dalšími zvolenými radními jsou:
Zdeněk Matouš (ČSSD), kompetence – regionální rozvoj a cestovní ruch
Jitka Sachetová (KSČM), kompetence - kultura a památková péče, zemědělství, životní prostředí a venkov
Ladislav Drlý (KSČM), kompetence - investice a majetek, předseda komise investiční
Radek Belej, (KSČM) - neuvolněný člen rady
Radek Štejnar (ČSSD) - neuvolněný člen rady, předseda majetkové komise a předseda rady pro rozvoj lidských zdrojů.

## Volby do Evropského parlamentu v Ústeckém kraji

### Volby do Evropského parlamentu v roce 2004
První volby do Evropského parlamentu se na území České republiky konaly 11. a 12. června 2004. Počet poslaneckých mandátů, které Česká republika měla, bylo 24.
Celkový počet poslanců v Evropském parlamentu byl v té době 732. Při volbách do Evropského parlamentu je Česká republika jen jedním obvodem. Nejvíce mandátů (a to devět) získala Občanská demokratická strana, za ní následovala Komunistická strana Čech a Moravy se šesti mandáty a SNK - sdružení nezávislých a Evropští demokraté se třemi mandáty. Stejně po dvou mandátech získaly tři strany, a to strana Kresťansko demokratické unie - Československá strana lidová, Česká strana sociálně demokratická a Nezávislí. V Ústeckém kraji byla nejmenší volební účast z celé České republiky, kdy dosáhla pouhých 23,11 %. Nejvyšší volební účast byla v hlavním městě Praha a celorepubliková účast byla 28,32%.
Volební účast ve volbách do Evropského parlamentu (2004) v České republice:
| Kraj                 | Volební účast % |
| -------------------- | --------------- |
| Hlavní město Praha   | 34,61           |
| Středočeský kraj     | 29,33           |
| Jihočeský kraj       | 27,29           |
| Plzeňský kraj        | 28,96           |
| Karlovarský kraj     | 23,21           |
| Ústecký kraj         | 23,11           |
| Liberecký kraj       | 26,96           |
| Královéhradecký kraj | 30,23           |
| Pardubický kraj      | 29,4            |
| Vysočina             | 29,05           |
| Jihomoravský kraj    | 29,66           |
| Olomoucký kraj       | 27,23           |
| Zlínský kraj         | 29,04           |
| Moravskoslezský kraj | 24,04           |
| Celkem               | 28,32           |

Volební účast ve volbách do EP v Ústeckém kraji:
| Okres          | Volební účast % |
| -------------- | --------------- |
| Děčín          | 21,76           |
| Chomutov       | 19,88           |
| Litoměřice     | 28,55           |
| Louny          | 25,39           |
| Most           | 21,71           |
| Teplice        | 21,83           |
| Ústí nad Labem | 23,79           |
| Celkem         | 23,11           |

Výsledek voleb do EP v Ústeckém kraji:
| Číslo strany | Název strany                       | Platné hlasy % |
| ------------ | ---------------------------------- | -------------- |
| 6            | Občanská demokratická strana       | 30,08          |
| 24           | Komistická strana Čech a Moravy    | 26,88          |
| 32           | Nezávislí                          | 10,6           |
| 4            | Česká strana sociálně demokratická | 9,13           |
| 1            | SNK sdruž.nez. a Evropští dem      | 8,98           |

### Volby do Evropského parlamentu v roce 2009
Volby se konaly 5. a 6. června 2009. Ve volbách do Evropského parlamentu v roce 2009 se zvýšil počet poslanců Evropského parlamentů na 785, kvůli rozšíření Evropské unie o dva státy, Rumunska a Bulharska, které přistoupily v roce 2007. Počet poslanců za Českou republiku se tak snížil na 22. Nejvíce mandátů – devět získala ODS, za ní následovala ČSSD se sedmi mandáty, pak KSČM se čtyřmi a dva mandáty získala KDU-ČSL.
Volební účast při druhých evropských parlamentních volbách, které se konaly o pět let později, o něco poklesla. Nejnižší účast už nebyla v Ústeckém kraji, ale v Karlovarském, nejvyšší účast byla opětovně v hlavním městě Praha.
| Kraj                 | Volební účast % |
| -------------------- | --------------- |
| Hlavní město Praha   | 35,73           |
| Středočeský kraj     | 29,35           |
| Jihočeský kraj       | 27,69           |
| Plzeňský kraj        | 28,09           |
| Karlovarský kraj     | 21,75           |
| Ústecký kraj         | 22,51           |
| Liberecký kraj       | 26,65           |
| Královéhradecký kraj | 29,19           |
| Pardubický kraj      | 28,97           |
| Vysočina             | 28,86           |
| Jihomoravský kraj    | 28,64           |
| Olomoucký kraj       | 27,01           |
| Zlínský kraj         | 27,73           |
| Moravskoslezský kraj | 25,7            |
| Celkem               | 28,22           |

Volební účast se snížila oproti předcházejícím volbám, jak na celonárodní úrovni, tak i v Ústeckém kraji. Nejméně voličů přišlo volit v okrese Chomutov a nejvíce jich přišlo v okrese Litomeřice.
Volební účast ve volbách do Evropského parlamentu v Ústeckém kraji v roce 2009:
| Okres          | Volební účast % |
| -------------- | --------------- |
| Děčín          | 22,21           |
| Chomutov       | 19,2            |
| Litoměřice     | 26,97           |
| Louny          | 23,99           |
| Most           | 21,32           |
| Teplice        | 21,37           |
| Ústí nad Labem | 23,28           |
| Celkem         | 22,51           |

Do Evropského parlamentu by se podle výsledků z Ústeckého kraje dostaly čtyři strany, které dosáhly na nutnou 5 % hranici.Strana Suverenita se do Evropského parlamentu nedostala, protože celorepublikově dosáhla jenom na 4,26%. Se ziskem 7,26% se do EP dostala KDU-ČSL.
Výsledek voleb ve volbách do Evropského parlamentu v Ústeckém kraji v roce 2009:
| Číslo strany | Název strany                       | Platné hlasy % |
| ------------ | ---------------------------------- | -------------- |
| 4            | Občanská demokratická strana       | 27,97          |
| 33           | Česká strana sociálně demokratická | 24,39          |
| 27           | Komunistická strana Čecha Moravy   | 19,14          |
| 5            | Suverenita                         | 5,99           |

### Volby do Evropského pralamentu 2014
Volby se konaly 23. a 24. května 2014. Snížení počtu poslanců Evropského parlamentu na 751 bylo zavedeno účinností Lisabonské smlouvy. Počet poslanců za Českou republiku se tak snížil na 21. Změnila se definice, koho poslanci Evropského parlamentu reprezentují, která uvádí, že zastupují občany Evropské unie, již se nejedná o zástupce lidí ze států sjednocených ve Společenství. Stejně po čtyřech mandátech získaly strany ANO 2011, koalice TOP 09 a STAN, ČSSD. Za nimi se ziskem třech mandátů se umístily strany KSČM a KDU-ČSL, dva mandáty získala ODS a jeden mandát získala Strana svobodných občanů.
V prozatím posledních volbách do Evropského parlamentu v České republice byla zaznamenána nejnižší účast ve výši 18,2 %. V rámci zemí Evropské unie mělo Česko druhou nejnižší účast hned za Slovenskem, kde dosáhla jenom 13 %.
Volební účast ve volbách do Evropského parlamentu (2014) v České republice:
| Kraj                 | Volební účast % |
| -------------------- | --------------- |
| Hlavní město Praha   | 25,82           |
| Středočeský kraj     | 19,2            |
| Jihočeský kraj       | 17,75           |
| Plzeňský kraj        | 18,08           |
| Karlovarský kraj     | 14,03           |
| Ústecký kraj         | 13,81           |
| Liberecký kraj       | 17,24           |
| Královéhradecký kraj | 18,77           |
| Pardubický kraj      | 17,71           |
| Vysočina             | 18,26           |
| Jihomoravský kraj    | 19,14           |
| Olomoucký kraj       | 16,48           |
| Zlínský kraj         | 17,51           |
| Moravskoslezský kraj | 15              |
| Celkem               | 18,2            |

Volební účast ve volbách do Evropského parlamentu (2014), Ústecký kraj:
| Okres          | Volební účast % |
| -------------- | --------------- |
| Děčín          | 13,7            |
| Chomutov       | 11,66           |
| Litoměřice     | 17,04           |
| Louny          | 15,14           |
| Most           | 11,9            |
| Teplice        | 12,94           |
| Ústí nad Labem | 14,75           |
| Celkem         | 13,81           |

V Ústeckém kraji by 5% hranici překročilo pět stran. Strana svobodných občanů, která se dostala do Evropského parlamentu, získala v Ústeckém kraji 4,74%.
Výsledek voleb do Evropského parlamentu v roce 2014 v Ústeckém kraji:
| Číslo strany | Název strany                       | Platné hlasy % |
| ------------ | ---------------------------------- | -------------- |
| 16           | ANO 2011                           | 20,29          |
| 10           | Komunistická strana Čech a Moravy  | 15,74          |
| 15           | Česká strana sociálně demokratická | 13,55          |
| 7            | Koalice TOP 09 a STAN              | 11,66          |
| 20           | Občanská demokratická strana       | 7,13           |

## Prezidentské volby v Ústeckém kraji

### Rok 2013
Přímá volba prezidenta republiky byla zavedena ústavním zákonem č. 71/2012 Sb., který novelizuje Ústavu České republiky. Účinnost nabyl dne 1. října 2012. Předtím byl prezident volen Parlamentem České republiky na společné schůzi obou komor. Prezidentem byl zvolen ten, který získal nadpoloviční většinu všech hlasů senátorů a poslanců. První kolo historicky první přímé volby prezidenta České republiky se uskutečnily ve dnech 11. a 12. ledna 2013 a druhé kolo se konalo o dva týdny později. Zaregistrovat svoji kandidaturu se podařilo devíti kandidátům: Jana Bobošíková, Jiří Dienstbier, Jan Fischer, Taťana Fisherová, Vladimír Franz, Zuzana Roithová, Karel Schwarzenberg, Přemysl Sobotka a Miloš Zeman. Volební účast v jednotlivých okresech Ústeckého kraje byla mírně nižší než celorepubliková volební účast v prvním i druhém kole. Nejmenší počet voličů přišlo v prvním kole volby v okrese Chomutov naopak největší počet voličů přišlo volit v okrese Litoměřice. Ve druhém kole volilo nejméně lidí v okrese Most a opětovně jich přišlo nejvíce v Litoměřicích.
Volební účast v prvním a druhém kole volby prezidenta v Ústeckém kraji 2013:
| Okres          | Kolo | Volební účast v % |
| -------------- | ---- | ----------------- |
| Děčín          | 1.   | 52,79             |
| Děčín          | 2.   | 50,26             |
| Chomutov       | 1.   | 48,57             |
| Chomutov       | 2.   | 47,18             |
| Litoměřice     | 1.   | 59,72             |
| Litoměřice     | 2.   | 56,26             |
| Louny          | 1.   | 57,13             |
| Louny          | 2.   | 54,05             |
| Most           | 1.   | 49,25             |
| Most           | 2.   | 46,72             |
| Teplice        | 1.   | 49,9              |
| Teplice        | 2.   | 47,87             |
| Ústí nad Labem | 1.   | 52,79             |
| Ústí nad Labem | 2.   | 50,74             |
| Celkem         | 1.   | 52,66             |
| Celkem         | 2.   | 50,26             |

Výsledky hlasování v prvním a druhém kole prezidentské volby 2013:
| Kandidáti           | 1. kolo. počet hlasů v % | 2. kolo počet hlasů v % |
| ------------------- | ------------------------ | ----------------------- |
| Zuzana Roithová     | 3,04                     | -                       |
| Jan Fischer         | 20,26                    | -                       |
| Jana Bobošíková     | 3,02                     | -                       |
| Taťana Fischerová   | 2,82                     | -                       |
| Přemysl Sobotka     | 2,52                     | -                       |
| Miloš Zeman         | 25,41                    | 61,85                   |
| Vladimír Franz      | 7,52                     | -                       |
| Jiří Dienstbier     | 17,81                    | -                       |
| Karel Schwarzenberg | 17,57                    | 38,14                   |

Tabulka ukazuje výsledek hlasování v Ústeckém kraji v prezidentských volbách 2013. Do druhého kola by jako první kandidát postoupil Miloš Zeman. Společně s ním by do druhého kola v Ústeckém kraji postoupil Jan Fischer namísto Karla Schwarzenberga, který se umístil až na čtvrtém místě. Druhé kolo volby vyhrál Miloš Zeman a stal se tak prvním prezidentem ČR, zvoleným v přímé volbě.

### Rok 2018
První kolo druhé přímé volby prezidenta České republiky se konalo 12. a 13. ledna 2018. Druhé kolo se bude konat 26. a 27. ledna 2018. Devíti uchazečům o tento mandát se podařilo úspěšně zaregistrovat svou kandidaturu: Jiří Drahoš, Pavel Fischer, Petr Hannig, Marek Hilšer, Michal Horáček, Jiří Hynek, Vratislav Kulhánek, Mirek Topolánek a Miloš Zeman. Žádost o zrušení registrace kandidatury Petra Hanniga, Marka Hilšera, Jiřího Hynka, Vratislava Kulhánka a Mirka Topolánka, kterou podala neúspěšná kandidátka Tereza Holovská, zamítl Nejvyšší správní soud a odmítl ji i Ústavní soud České republiky. Jednalo se o spor vícenásobných podpisů zákonodárců na podporu výše zmíněných uchazečů o funkci prezidenta.
Volební účast v prvním kole volby prezidenta v Ústeckém kraji 2018:
| Okres          | Kolo | Volební účast % |
| -------------- | ---- | --------------- |
| Děčín          | 1    | 52,74           |
| Chomutov       | 1    | 49,43           |
| Litoměřice     | 1    | 60,86           |
| Louny          | 1    | 55,71           |
| Most           | 1    | 48,19           |
| Teplice        | 1    | 50,37           |
| Ústí nad Labem | 1    | 52,83           |
| Celkem         | 1    | 52,75           |

Volební účast v prvním kole prezidentské volby v Ústeckém kraji byla zase o něco nižší než celorepubliková. Nejméně voličů přišlo k volbám v okrese Most a nejvíce jich přišlo volit v Litoměřicích.
Výsledky hlasování v Ústeckém kraji v prvním a druhém kole prezidentské volby 2018:
| Kandidáti          | 1. kolo. počet hlasů v % | 2. kolo počet hlasů v % |
| ------------------ | ------------------------ | ----------------------- |
| Mirek Topolánek    | 3,48                     | -                       |
| Michal Horáček     | 10,85                    | -                       |
| Pavel Fisher       | 5,91                     | -                       |
| Jiří Hynek         | 1,23                     | -                       |
| Petr Hannig        | 0,59                     | -                       |
| Vratislav Kulhánek | 0,41                     | -                       |
| Miloš Zeman        | 47,09                    | 61,77                   |
| Marek Hilšer       | 9,01                     | -                       |
| Jiří Drahoš        | 21,38                    | 38,22                   |

V prvním kole volby by v Ústeckém kraji postoupili oba kandidáti, kteří do druhého kola volby opravdu postoupili, na rozdíl od předešlých prezidentských voleb, které se konaly v roce 2013. Nejvíce hlasů získal funkci obhajující prezident Miloš Zeman a za ním se umístil Jiří Drahoš. Miloš Zeman ve druhém kole prezidentských voleb zvítězil v Ústeckém kraji i celkově.